# Birginiak
Birginiak, kaczka srokata, kaczka pstrokata (Polysticta stelleri) – gatunek średniej wielkości ptaka wodnego z rodziny kaczkowatych (Anatidae). W sezonie lęgowym zamieszkuje północną Syberię i Alaskę; sporadycznie zalatuje do Polski. Jest narażony na wyginięcie.

## Systematyka
Gatunek ten po raz pierwszy zgodnie z zasadami nazewnictwa binominalnego opisał w 1769 roku Peter Simon Pallas, nadając mu nazwę Anas stelleri. Jako miejsce typowe wskazał Kamczatkę.
Birginiak jest jedynym przedstawicielem monotypowego rodzaju Polysticta. Nie wyróżnia się podgatunków.

## Morfologia
WyglądSamiec w szacie godowej ma głowę i szyję białe, u dołu szyi czarna obroża, od której w linii pośrodkowej biegnie pas do żuchwy. Kantarek i tył głowy zielony. Grzbiet biały z czarnym pasem pośrodku, ciągnącym się od obroży do czarnych ogona i pokrywy ogonowej. Części proksymalne wierzchu skrzydeł białe, dystalne czarne, lusterko niebieskie z białym obwiedzeniem. Boki i brzuch rdzawe. Na bokach parzysta czarna, okrągła plama. Dziób i nogi szare. Samica i młode ciemnobrązowe z delikatnym ciemnym deseniem, lusterko niebieskie z białym obramowaniem. Samiec w upierzeniu spoczynkowym mniej kontrastowy i jaśniejszy. Młode podobne do samicy.
Wymiary średniedługość ciała ok. 45–50 cm
rozpiętość skrzydeł ok. 70–75 cm
masa ciała ok. 500–1000 g

## Zasięg występowania
W sezonie lęgowym Syberia od półwyspu Jamał na wschód po Półwysep Czukocki oraz Alaska; być może także Wyspa Świętego Wawrzyńca i Nunivak na Morzu Beringa. Bardzo nielicznie gnieździ się na północnych wybrzeżach europejskiej części Rosji, a także skrajnie północnej Norwegii. Zimuje u brzegów wysp w południowej części Morza Beringa (Aleuty i Wyspy Komandorskie), u południowo-zachodnich wybrzeży Alaski oraz na sąsiednim archipelagu Kodiak, na południowo-wschodnim wybrzeżu Kamczatki, na Wyspach Kurylskich, nielicznie u północnych wybrzeży Japonii; zachodnia, mniej liczna część populacji zimuje w Europie – na północnych brzegach Półwyspu Skandynawskiego i Kolskiego oraz na Bałtyku. Sporadycznie zimuje na zachodnim wybrzeżu Kanady.
Do Polski sporadycznie zalatuje. Do 2016 roku odnotowano 101 stwierdzeń, łącznie obserwowano 236 osobników.

## Ekologia i zachowanie
BiotopNiewielkie jeziora w pobliżu morskiego brzegu w strefie tundry. Zimuje na morskim wybrzeżu.
GniazdoNa lądzie w pobliżu wody.
JajaW ciągu roku wyprowadza jeden lęg, składając w lipcu – czerwcu 5 do 10 jaj w kolorze od bladożółtego po oliwkowozielonkawy, o średnich wymiarach 59×41 mm i średniej masie 58 g.
Wysiadywanie, pisklętaJaja wysiadywane są przez okres około 26 dni przez samicę. Pisklęta usamodzielniają się po około 44–45 dniach.
PożywienieGłównie drobne bezkręgowce, a zwłaszcza larwy owadów, mięczaki i skorupiaki; także drobne ryby.

## Status i ochrona
W Czerwonej księdze gatunków zagrożonych Międzynarodowej Unii Ochrony Przyrody został zaliczony do kategorii VU (narażony na wyginięcie). Liczebność światowej populacji szacuje się na około 130–150 tysięcy osobników. W 2015 roku organizacja BirdLife International szacowała liczebność europejskiej populacji lęgowej na 5–50 par. Globalny trend liczebności populacji uznawany jest za spadkowy.
W Polsce podlega ścisłej ochronie gatunkowej.